# Lo spirituale un tempo
Lo spirituale un tempo (Quand prime le spirituel) è un romanzo della scrittrice francese Simone de Beauvoir pubblicato a Parigi nel 1979 (Gallimard editore) e in Italia, dall'editore Giulio Einaudi, nel 1980.

## Trama
Storie di donne. Tensioni vitali, destini incrociati, in una Parigi anni '30 ancora rigidamente cattolica, ma dove già s'intravvedono le prime ombre della ribellione esistenzialista.

Marcelle è la giovane intellettuale che si sacrifica ad un marito sbagliato e fintamente «bohémien» e che si brucia nell’illusione di poter vincere la propria amarezza ripetendosi senza convinzione «sono una donna di genio». Chantal è l’insegnante emancipata e volitiva che vorrebbe amministrare i destini altrui e che scopre invece, dopo un prevedibile scacco, di aver fallito anche il proprio. Lisa: la collegiale-bambina rapita da un amore senza realtà e che si immagina donna soltanto perché una sconosciuta l’ha scambiata erroneamente per l’amante del marito. Ancora Anne: l’adolescente pura che si consuma in un amore assoluto ed impedito dal terribile rigore religioso della madre; un amore infelice che si somatizza in un male e che spegnerà nella follia la sua dedizione. Ed infine Marguerite, la ragazza che risponde al soffocante clima «spiritualista» della famiglia con atteggiamenti spavaldi ed «immorali », girando per i caffè parigini tra vagabondi e prostitute e legandosi d’uno strano rapporto col cognato che ha vilmente abbandonato la sorella. È l’unica, in fondo, realmente «scontenta del proprio destino», l’unica che sappia davvero ribellarsi alla propria biografia obbligata (e non è difficile, in filigrana, scorgervi un ritratto della stessa autrice).
Lo spirituale un tempo è la prima prova narrativa, rimasta inedita, di Simone de Beauvoir; un «romanzo d’apprendistato», scritto in quegli anni, prima di conoscere Sartre, sotto l’influenza della letteratura della «Nouvelle. Revue Française», e di Gide in particolare. Queste pagine contengono «in nuce», e già svelano, le radici del messaggio anticonformista dell’autrice e della sua appassionata ribellione a ogni mito dell’eterno femminismo.

## Edizioni
- Simone de Beauvoir, Lo spirituale un tempo, traduzione di Dianiella Selvatico Estense, Einaudi, 1979,  p. 194.